# Campeonato Peruano de Futebol de 2020 – Segunda Divisão
A Liga 2 de 2020 (oficialmente conhecida como Liga 2 de Fútbol Profesional del Perú 2020) foi a 68ª edição da segunda divisão do futebol peruano e a segunda com o nome de Liga 2. A competição esteve a cargo da Federação Peruana de Futebol (FPF), entidade máxima do futebol no Peru, e foi disputada por 10 times. A temporada começará em 27 de outubro de 2020 com a disputa da primeira rodada da fase classificatória e terminou em 27 de dezembro de 2020 com o jogo da decisão do título. O Alianza Atlético, da cidade de Sullana, venceu o Juan Aurich, da cidade de Chiclayo, por 2–1 na prorrogação da grande decisão da Liga 2 e levantou o troféu da divisão pela primeira vez em sua história.
Além do título de campeão, o time de Sullana jogará pela Primeira Divisão em 2021, após três temporadas na Segunda Divisão.

## Regulamento

### Sistema de disputa
A Liga 2 de 2020 contou com a participação de dez times e foi dividida em duas fases: fase de classificação e fase final (Play-offs). A primeira fase foi classificatória, disputada no sistema de pontos corridos, em turno único (jogos só de ida), num total de 9 jogos para cada. Ao final das 9 rodadas da fase de classificação, os quatro melhores se classificaram para a fase seguinte. Em caso de empate no número de pontos ganhos, são critérios de desempate: 1) melhor saldo de gols; 2) mais gols pró (marcados); 3) Fair Play (menos cartões vermelhos e cartões amarelos); 4) sorteio. A fase final ― Semifinal e Final ―, foi disputada no sistema mata-mata com jogos únicos. Os vencedores das duas chaves semifinais jogaram a final para decidir o campeão e o time promovido à Liga 1 de 2021. Em caso de igualdade na pontuação em qualquer fase mata-mata, são critérios de desempate: 1) prorrogação; 2) disputa de pênaltis. Também não teremos nenhum time rebaixado ao final temporada.

## Participantes

### Promovidos e rebaixados da temporada anterior

#### Promovidos da Liga 2
Em 11 de novembro de 2019, o Cienciano foi o primeiro time a ser promovido à Liga 1, pondo fim a uma trajetória de quatro anos na segunda divisão (Segunda División/Liga 2), após derrotar o Santos de Nasca por 4−2. O segundo time a ser promovido à Liga 1 foi o Atlético Grau, vencedor do quadrangular de acesso ("play-offs"), após um empate sem gols contra o Chavelines Juniors em 11 de dezembro de 2019. Isso marcou o fim de uma sequência de dois anos na segunda divisão.

#### Rebaixados da Liga 1
O primeiro time a ser rebaixado da Liga 1 foi o Pirata. Seu rebaixamento foi confirmado em 1º de novembro de 2019, depois que o Sport Boys derrotou o FBC Melgar por 4 a 2, garantindo assim o imediato rebaixamento do time na sua temporada de estreia na primeira divisão. O segundo time a ser rebaixado foi o Unión Comercio, que foi rebaixado em 22 de novembro de 2019, depois de uma dedução de 5 pontos como resultado de uma punição por envio de documentos fraudulentos.

#### Rebaixados da Liga 2
O primeiro time a ser rebaixado da Liga 2 foi o Sport Victoria, que foi desclassificado do certame em 9 de agosto de 2019, devido à falta de pagamento aos jogadores. Encerrando um período de sete anos na Segunda División. O segundo time a ser rebaixado foi o Los Caimanes, que foi rebaixado em 20 de outubro de 2019 depois de perder por 3−1 do Juan Aurich, pondo fim a cinco anos na segunda divisão. O terceiro e último clube rebaixado foi o Sport Loreto, depois de uma W. O. em cima do Sport Victoria em 25 de outubro de 2019, terminando um período de quatro anos na segunda divisão.

#### Promovidos à Liga 2
O primeiro e único time a ser promovido foi o Sport Chavelines, depois de um empate por 1−1 em 1º de dezembro de 2019 contra o Sport Estrella válido pela última rodada do quadrangular final da Copa Perú de 2019. O empate assegurou um terceiro lugar e uma vaga na Liga 2, mas também deu direito à disputa de uma vaga na primeira divisão através de um quadrangular de acesso. No entanto, o time acabou indo mal, e com um quarto lugar, teve que se conformar com a vaga na segunda divisão.

### Informações dos clubes
| Time                | Cidade          | Região     | Títulos (último)   |
| ------------------- | --------------- | ---------- | ------------------ |
| Alianza Atlético    | Sullana         | Piura      | 0 (nenhum)         |
| Comerciantes Unidos | Cutervo         | Cajamarca  | 1 (em 2015)        |
| Cultural Santa Rosa | Andahuaylas     | Apurímac   | 0 (nenhum)         |
| Deportivo Coopsol   | Lima            | Lima       | 0 (nenhum)         |
| Juan Aurich         | Chiclayo        | Lambayeque | 0 (nenhum)         |
| Pirata FC           | Chiclayo        | Lambayeque | 0 (nenhum)         |
| Santos FC           | Vista Alegre    | Ica        | 0 (nenhum)         |
| Sport Chavelines    | Pacasmayo       | Liberdade  | 0 (nenhum)         |
| Unión Comercio      | Nueva Cajamarca | San Martín | 0 (nenhum)         |
| Unión Huaral        | Huaral          | Lima       | 3 (último em 2002) |

### Estádios
Por causa da pandemia de COVID-19 no Peru, Os jogos do torneio foram disputado em dois estádios: Estádio da UNMSM e Campo Nº 2 da VIDENA, ambos em Lima. Os estádios Monumental "U", Alberto Gallardo e Miguel Grau também foram utilizados em jogos da 9ª rodada, pois, todas as  partidas foram disputadas no mesmo horário.
| Estádios         | Estádios             | Estádios         | Estádios    | Estádios   |
| ---------------- | -------------------- | ---------------- | ----------- | ---------- |
|                  |                      |                  |             |            |
| Estádio da UNMSM | Campo Nº 2 da VIDENA | Alberto Gallardo | Miguel Grau | Monumental |

## Consequências da pandemia de COVID-19
Os presidentes dos clubes participantes da Liga 2 propuseram originalmente começar o torneio em 2 de maio, no entanto, em 15 de março, o governo peruano anuncia o lockdown em todo o país devido à pandemia de COVID-19. O torneio foi então adiado indefinidamente.
Em 2 de junho, o governo peruano, por meio de seu Ministério da Saúde e do Instituto Peruano do Esporte (IPD), aprovou o protocolo de biossegurança apresentado pela Federação Peruana de Futebol para permitir a retomada das competições esportivas, autorizando os clubes a retomarem os treinos. No dia 2 de setembro, a FPF e a Liga de Futebol Profissional anunciaram a retomada da competição para 26 de outubro e dos os treinos a partir de 28 de setembro. Também foi anunciado que toda a temporada seria disputada em Lima para evitar as constantes viagens dos clubes entre as cidades por causa do mando de campo. A FPF também distribuiu aos clubes um montante de 500 mil dólares como ajuda financeira relacionada à pandemia.

## Fase Regular

### Classificação
| Pos | Equipe              | Pts | J | V | E | D | GP | GC | SG  | Classificação |
| --- | ------------------- | --- | - | - | - | - | -- | -- | --- | ------------- |
| 1   | Unión Huaral        | 18  | 9 | 5 | 3 | 1 | 20 | 14 | +6  | Fase final    |
| 2   | Sport Chavelines    | 17  | 9 | 5 | 2 | 2 | 14 | 8  | +6  | Fase final    |
| 3   | Alianza Atlético    | 17  | 9 | 5 | 2 | 2 | 16 | 11 | +5  | Fase final    |
| 4   | Juan Aurich         | 16  | 9 | 5 | 1 | 3 | 14 | 12 | +2  | Fase final    |
| 5   | Pirata FC           | 15  | 9 | 4 | 3 | 2 | 15 | 10 | +5  |               |
| 6   | Comerciantes Unidos | 12  | 9 | 3 | 3 | 3 | 14 | 12 | +2  |               |
| 7   | Unión Comercio      | 11  | 9 | 3 | 2 | 4 | 10 | 12 | −2  |               |
| 8   | Deportivo Coopsol   | 8   | 9 | 2 | 2 | 5 | 5  | 10 | −5  |               |
| 9   | Santos FC           | 6   | 9 | 1 | 3 | 5 | 16 | 20 | −4  |               |
| 10  | Cultural Santa Rosa | 4   | 9 | 1 | 1 | 7 | 6  | 19 | −13 |               |

### Resultados
| Mandante \ Visitante | AAS | COM | COO | CST | CHA | JA  | PIR | SAN | UCO | HUA |
| -------------------- | --- | --- | --- | --- | --- | --- | --- | --- | --- | --- |
| Alianza Atlético     | —   | 1–2 | 2–0 | —   | 3–1 | —   | —   | 2–1 | —   | 0–0 |
| Comerciantes Unidos  | —   | —   | —   | —   | 1–1 | 5–1 | —   | 3–2 | —   | 2–3 |
| Deportivo Coopsol    | —   | 0–0 | —   | 3–2 | —   | —   | —   | 1–1 | 0–1 | —   |
| Cultural Santa Rosa  | 1–3 | 1–0 | —   | —   | —   | —   | 0–3 | 0–1 | —   | —   |
| Sport Chavelines     | —   | —   | 1–0 | 4–1 | —   | 2–0 | —   | —   | 1–0 | 0–1 |
| Juan Aurich          | 4–2 | —   | 1–0 | 0–0 | —   | —   | 0–1 | —   | 2–0 | —   |
| Pirata FC            | 1–2 | 2–0 | 0–1 | –   | 1–1 | —   | —   | 1–1 | —   | —   |
| Santos FC            | —   | —   | —   | —   | 1–3 | 1–3 | —   | —   | 3–4 | 3–3 |
| Unión Comercio       | 1–1 | 1–1 | —   | 2–1 | —   | —   | 0–1 | —   | —   | —   |
| Unión Huaral         | —   | —   | 2–0 | 3–0 | —   | 1–3 | 5–5 | —   | 2–1 | —   |

## Fase final
|  | Semifinal | Semifinal          | Semifinal               |                         |             | Final       | Final | Final |  |
|  |           |                    |                         |                         |             |             |       |       |  |
|  | 1         | Unión Huaral       | 3                       |                         |             |             |       |       |  |
|  | 1         | Unión Huaral       | 3                       |                         |             |             |       |       |  |
|  | 4         | Juan Aurich (pro.) | 4                       |                         |             |             |       |       |  |
|  | 4         | Juan Aurich (pro.) | 4                       |                         | Juan Aurich | Juan Aurich | 1     |       |  |
|  |           |                    |                         |                         | Juan Aurich | Juan Aurich | 1     |       |  |
|  |           |                    | Alianza Atlético (pro.) | Alianza Atlético (pro.) | 2           |             |       |       |  |
|  | 2         | Sport Chavelines   | Alianza Atlético (pro.) | Alianza Atlético (pro.) | 2           | 2           |       |       |  |
|  | 2         | Sport Chavelines   |                         |                         |             |             |       |       |  |
|  | 3         | Alianza Atlético   | 4                       |                         |             |             |       |       |  |

### Semifinal
| 23 de dezembro de 2020 | Sport Chavelines                              | 2 – 4     | Alianza Atlético                                                             | Lima                                           |  |
| 15:00 (UTC−5)          | - Carlos Orejuela 37' - Christian Giménez 89' | Relatório | - 51' Víctor Perlaza - 74' Kevin Lugo - 77' Manuel Ganoza - 81' Juan Barreda | Estádio: San Marcos Árbitro: Miguel Santiváñez |  |

| 23 de dezembro de 2020 | Unión Huaral                                       | 3 – 4 (pro.) | Juan Aurich                                                               | Lima                                          |  |
| 18:30 (UTC−5)          | - Carlos Augusto López 13' - Jhonny Mena 83', 106' | Relatório    | - 43', 72' Kevin Príncipe - 99' Alejandro Ramírez - 105' Gustavo Collante | Estádio: San Marcos Árbitro: Michael Espinoza |  |

### Final
| 27 de dezembro de 2020 | Alianza Atlético                                 | 2 – 1 (pro.) | Juan Aurich        | Lima                                      |  |
| 14:00 (UTC−5)          | - Santiago Córdoba 109' - Kevin Lugo 113' (pen.) | Relatório    | - 118' Franco León | Estádio: Monumental Árbitro: Joel Alarcón |  |

## Premiação
| Campeonato Peruano de Futebol de 2020 Segunda Divisão Liga 2 |
| Peru                                                         |
| ------------------------------------------------------------ |
| Club Sport Alianza Atlético de Sullana Campeão (1.º título)  |

## Estatísticas

### Artilharia
| Rank | Nome             | Clube               | Gols |
| ---- | ---------------- | ------------------- | ---- |
| 1    | Víctor Perlaza   | Alianza Atlético    | 7    |
| 1    | Carlos López     | Unión Huaral        | 7    |
| 2    | Matías Sen       | Comerciantes Unidos | 5    |
| 3    | Marcelo Argüello | Santos FC           | 4    |
| 3    | Diego Carabaño   | Unión Huaral        | 4    |
| 3    | Sidney Faiffer   | Pirata FC           | 4    |
| 3    | Marvin Ríos      | Pirata FC           | 4    |

| Soccerway |